# Alessandro Preziosi
Alessandro Preziosi (ur. 19 kwietnia 1973 w Neapolu) – włoski aktor telewizyjny i filmowy.

## Życiorys

### Wczesne lata
Urodził się w Neapolu jako syn prawników, pochodzących z Avellino. Uczęszczał do Liceo Umberto w Neapolu. Ukończył z wyróżnieniem prawo na Università Federico II w Neapolu i został asystentem prawa podatkowego na Università degli Studi w Salerno.

### Kariera
Uczęszczał do Accademia dei filodrammatici w Mediolanie, gdzie zwrócił uwagę reżysera Antonio Calenda, który powierzył mu rolę Laertesa w Hamlecie (1998/99) u boku Kim Rossi Stuarta. Wcześniej grywał na scenie w sztukach: Pułapka na myszy (1995), Monologi (1995), Dziwna cisza (1996), Zakłopotanie aio (1996) Przebudzenia wiosny (1997) i Cyrano de Bergerac (1997).
Popularność zdobył jako hrabia Fabrizio Ristori w serialu telewizyjnym Channel 5 Elisa z Rivombrosy (Elisa di Rivombrosa, 2003-2004). Potem zdecydował się ponownie poświęcić pracy w teatrze grając rolę Edmunda w spektaklu Król Lear (2004-2005), a następnie w komedii muzycznej Daj mi trzy statki (2005-2007) jako Krzysztof Kolumb.

### Życie prywatne
Ze związku ze Scarlett Zito ma syna Andreę Eduardo (ur. 1995), a ze związku z Vittorią Puccini ma córkę Elenę (ur. 2006). Obecnie jest związany z młodszą o 17 lat Gretą Carandini.

## Wybrana filmografia

### Filmy fabularne
- 2004: Wanilia i czekolada (Vaniglia e cioccolato) jako Andrea
- 2007: Farma skowronków jako Egon
- 2010: Mine vaganti. O miłości i makaronach (Mine vaganti) jako Antonio Cantone
- 2010: Święty Augustyn (Sant'Agostino, TV) jako Augustyn w wieku 25 lat

### Seriale TV
- 2003: Elisa z Rivombrosy (Elisa di Rivombrosa) jako hrabia Fabrizio Ristori
- 2010: Święty Augustyn (Sant'Agostino) jako Augustyn w wieku 25 lat
- 2014: Piękna i Bestia (La bella e la bestia) jako książę Léon DalVille